# Osvaldo da Silva
Osvaldo da Silva (Belo Horizonte, 1934. március 13. – Lisszabon, 2002. augusztus 15.) brazil labdarúgó, középpályás.

## Pályafutása

#### Klubcsapatokban
Osvaldo da Silva 1934. március 13-án született a brazíliai Belo Horizonte városában. Brazíliában az América csapatában futballozott, 1957-ben igazolt a portugál Porto csapatához. A Portoval 1958-ban portugál kupagyőztes, 1959-ben pedig portugál bajnok lett. 1961-ben a Leixões csapatával nyert ismét portugál kupát. 1962 és 1966 között a Sporting játékosaként egyszer nyert portugál bajnokságot (1966) és portugál kupát (1963), valamint 1964-ben kupagyőztesek Európa-kupáját; a Sporting kupamenetelése során öt alkalommal talált be (négyszer a Manchester United és egyszer az Olympique Lyonnais csapatai ellen), a Belgiumban rendezett MTK elleni döntő első mérkőzésén és az újrajátszott fináléban is végig a pályán volt. 1966 és 1967 között hazatért Brazíliába a Portuguesa csapatához, majd visszatért Portugáliába az Académico de Viseu csapatához. Pályafutása végén futballozott még az Olhanense és az Avintes csapataiban is, később edzőnek állt. Osvaldo da Silva 2002. augusztus 15-én hunyt el.

## Sikerei, díjai

### Játékosként
- Porto
  - Portugál bajnok: 1958–59
  - Portugál kupagyőztes: 1957–58
- Leixões
  - Portugál kupagyőztes: 1960–61
- Sporting CP
  - Portugál bajnok: 1965–66
  - Portugál kupagyőztes: 1962–63
  - Kupagyőztesek Európa-kupája: 1963–64